# Armen Melikian
Armen Melikian (orm. Արմեն Մելիքյան; ur. 7 lutego 1996) – ormiański zapaśnik walczący w stylu klasycznym. Olimpijczyk z Tokio 2020, gdzie zajął ósme miejsce w wadze 60 kg.
Siódmy na mistrzostwach Europy w 2018. Czternasty na igrzyskach europejskich w 2019. Siedemnasty w indywidualnym Pucharze Świata w 2020. Mistrz świata U-23 w 2019. Mistrz Europy kadetów w 2013 roku.